# Liga de Basquete Feminino de 2019
A Liga de Basquete Feminino de 2019 é uma competição brasileira de basquete feminino organizada pela Liga Nacional de Basquete. Será a nona edição do campeonato organizado pela LNB, com a chancela da Confederação Brasileira de Basketball. Este torneio, é totalmente organizado pelos clubes participantes. A princípio seria transmitido em TV aberta pela TV Gazeta. Mas como a emissora abdicou os direitos foram repassados para ESPN. A partir desta temporada até 2022, a abertura do campeonato ocorreu em 8 de março, Dia Internacional da Mulher.

## Regulamento
As 10 equipes se enfrentam em turno e returno, classificando as 8 primeiras para a fase seguinte. Na fase quartas-de-final e semifinais, com os quatro melhores classificados diretamente para as finais, sempre em uma melhor de três jogos. A série final será disputada em melhor de cinco jogos, com os confrontos de mata-mata sendo disputados no modelo 2-2-1, com os Jogos 1, 2 e 5 sendo realizados na casa da equipe de melhor campanha na fase de classificação.

## Participantes
| Equipe                          | Cidade                | Estado | Em 2018        | Ginásio                    | Capacidade | Títulos da LBF (último) |
| ------------------------------- | --------------------- | ------ | -------------- | -------------------------- | ---------- | ----------------------- |
| Instituto Brazolin/São Bernardo | São Bernardo do Campo | SP     | 8º             | Ginásio Ubaldo Lago        | ?          | 0 (não possui)          |
| Sampaio Corrêa                  | São Luís              | MA     | 2º             | Ginásio Castelinho         | 2 000      | 1 (2015/16)             |
| Ituano                          | Itu                   | SP     | 6º             | Ginásio Joaquim de Moraes  | 850        | 0 (não possui)          |
| Santo André                     | Santo André           | SP     | 7º             | Ginásio Pedro Dell'Antonia | 4 500      | 1 (2010/11)             |
| Blumenau                        | Blumenau              | SC     | 3º             | Ginásio do Galegão         | 4 000      | 0 (não possui)          |
| SESI Araraquara                 | Araraquara            | SP     | Não participou | Ginásio Gigantão           | 4 000      | 0 (não possui)          |
| Campinas                        | Campinas              | SP     | 1º             | Ginásio AAPP Paineiras     | 5 000      | 1 (2018)                |
| Uninassau                       | Recife                | PE     | 4º             | Ginásio Marcelino Lopes    | 2 060      | 0 (não possui)          |
| Pró Esporte                     | Sorocaba              | SP     | Não participou | Ginásio Gualberto Moreira  | 3 000      | 0 (não possui)          |
| LSB-RJ                          | Rio de Janeiro        | RJ     | Não participou | Arena Olímpica de Deodoro  | 2 000      | 0 (não possui)          |

## Primeira Fase

### Classificação
| Pos | Times                | %    | Pts | J  | V  | D  | PF   | PS   | PA   | Classificação ou rebaixamento |
| --- | -------------------- | ---- | --- | -- | -- | -- | ---- | ---- | ---- | ----------------------------- |
| 1   | Basquete Campinas    | 88.9 | 34  | 18 | 16 | 2  | 1408 | 1088 | 320  | Classificado para os Playoffs |
| 2   | Sampaio Corrêa       | 83.3 | 33  | 18 | 15 | 3  | 1255 | 999  | 256  | Classificado para os Playoffs |
| 3   | Santo André          | 66.7 | 30  | 18 | 12 | 6  | 1222 | 1098 | 124  | Classificado para os Playoffs |
| 4   | Blumenau             | 61.1 | 29  | 18 | 11 | 7  | 1401 | 1199 | 202  | Classificado para os Playoffs |
| 5   | Uninassau            | 55.6 | 28  | 18 | 10 | 8  | 1296 | 1203 | 930  | Classificado para os Playoffs |
| 6   | SESI Araraquara      | 55.6 | 28  | 18 | 10 | 8  | 1203 | 1064 | 139  | Classificado para os Playoffs |
| 7   | Ituano               | 38.9 | 25  | 18 | 7  | 11 | 1229 | 1189 | 40   | Classificado para os Playoffs |
| 8   | São Bernardo         | 22.2 | 22  | 18 | 4  | 14 | 1110 | 1353 | -243 | Classificado para os Playoffs |
| 9   | LSB-RJ               | 16.7 | 21  | 18 | 3  | 15 | 931  | 1406 | -475 | Eliminados                    |
| 10  | Pró-Esporte Sorocaba | 11.1 | 20  | 18 | 2  | 16 | 988  | 1444 | -456 | Eliminados                    |

### Confrontos
Para ler a tabela, a linha horizontal representa os jogos da equipe como mandante. A coluna vertical indica os jogos da equipe como visitante.
|                      | UNI   | SCB   | BLU    | ITU   | AND   | BER    | CAM   | LSB    | PRO   | SES   |
| Uninassau            | -     | 71-55 | 86-75  | 77-66 | 68-73 | 104-61 | 66-80 | 82-57  | 84-38 | 50-56 |
| Sampaio Corrêa       | 66-38 | -     | 71-54  | 73-61 | 65-48 | 75-38  | 64-65 | 64-44  | 87-60 | 75-63 |
| Blumenau             | 71-68 | 59-66 | -      | 78-62 | 65-62 | 94-72  | 86-91 | 89-41  | 96-59 | 70-73 |
| Ituano               | 74-64 | 54-49 | 65-76  |       | 65-68 | 94-38  | 48-81 | 84-37  | 93-61 | 49-57 |
| Santo André          | 88-77 | 60-68 | 91-80  | 78-53 |       | 77-62  | 69-73 | 77-42  | 79-52 | 57-55 |
| São Bernardo         | 78-60 | 58-70 | 62-86  | 74-72 | 61-65 |        | 65-89 | 81-47  | 66-74 | 65-54 |
| Campinas             | 60-64 | 65-70 | 81-57  | 84-64 | 77-49 | 85-68  |       | 93-58  | 70-44 | 71-49 |
| LSB-RJ               | 61-80 | 56-90 | 41-100 | 51-77 | 37-62 | 58-45  | 51-89 |        | 77-45 | 51-84 |
| Pró-Esporte Sorocaba | 80-86 | 42-81 | 47-96  | 77-88 | 47-71 | 72-60  | 39-84 | 62-75  |       | 53-67 |
| SESI Araraquara      | 64-71 | 63-66 | 61-69  | 66-60 | 51-48 | 77-56  | 57-70 | 102-47 | 84-36 |       |

## Playoffs

### Chave
|  | Quartas de final (Melhor-de-3) | Quartas de final (Melhor-de-3) | Quartas de final (Melhor-de-3) |                |   | Semi-Finais (Melhor-de-3) | Semi-Finais (Melhor-de-3) | Semi-Finais (Melhor-de-3) |  |  | Final (Melhor-de-5) | Final (Melhor-de-5) | Final (Melhor-de-5) |  |
|  |                                |                                |                                |                |   |                           |                           |                           |  |  |                     |                     |                     |  |
|  | 1                              | Campinas                       | 2                              |                |   |                           |                           |                           |  |  |                     |                     |                     |  |
|  | 1                              | Campinas                       | 2                              |                |   |                           |                           |                           |  |  |                     |                     |                     |  |
|  | 8                              | São Bernardo                   | 0                              |                |   |                           |                           |                           |  |  |                     |                     |                     |  |
|  | 8                              | São Bernardo                   | 0                              |                | 1 | Campinas                  | 2                         |                           |  |  |                     |                     |                     |  |
|  |                                |                                |                                |                | 1 | Campinas                  | 2                         |                           |  |  |                     |                     |                     |  |
|  |                                |                                | 5                              | UNINASSAU      | 1 |                           |                           |                           |  |  |                     |                     |                     |  |
|  | 4                              | Blumenau                       | 5                              | UNINASSAU      | 1 | 0                         |                           |                           |  |  |                     |                     |                     |  |
|  | 4                              | Blumenau                       |                                |                |   |                           |                           |                           |  |  |                     |                     |                     |  |
|  | 5                              | UNINASSAU                      | 2                              |                |   |                           |                           |                           |  |  |                     |                     |                     |  |
|  | 5                              | UNINASSAU                      | 2                              |                | 1 | Campinas                  | 0                         |                           |  |  |                     |                     |                     |  |
|  |                                |                                |                                |                |   |                           |                           |                           |  |  |                     |                     |                     |  |
|  |                                |                                | 2                              | Sampaio Corrêa | 3 |                           |                           |                           |  |  |                     |                     |                     |  |
|  | 2                              | Sampaio Corrêa                 | 2                              | Sampaio Corrêa | 3 | 2                         |                           |                           |  |  |                     |                     |                     |  |
|  | 2                              | Sampaio Corrêa                 |                                |                |   |                           |                           |                           |  |  |                     |                     |                     |  |
|  | 7                              | Ituano                         | 0                              |                |   |                           |                           |                           |  |  |                     |                     |                     |  |
|  | 7                              | Ituano                         | 0                              |                | 2 | Sampaio Corrêa            | 2                         |                           |  |  |                     |                     |                     |  |
|  |                                |                                |                                |                | 2 | Sampaio Corrêa            | 2                         |                           |  |  |                     |                     |                     |  |
|  |                                |                                | 3                              | Santo André    | 0 |                           |                           |                           |  |  |                     |                     |                     |  |
|  | 3                              | Santo André                    | 3                              | Santo André    | 0 | 2                         |                           |                           |  |  |                     |                     |                     |  |
|  | 3                              | Santo André                    |                                |                |   |                           |                           |                           |  |  |                     |                     |                     |  |
|  | 6                              | SESI Araraquara                | 1                              |                |   |                           |                           |                           |  |  |                     |                     |                     |  |

Negrito - Vencedor das séries
itálico - Time com vantagem de mando de quadra

#### Quartas de final
| Time 1            | Série | Time 2             | 1º Jogo | 2º Jogo | 3º Jogo |
| ----------------- | ----- | ------------------ | ------- | ------- | ------- |
| Basquete Campinas | 2–0   | São Bernardo       | 82 – 52 | 82 – 52 | –       |
| Blumenau          | 0–2   | UNINASSAU Basquete | 68 – 99 | 61– 65  | –       |
| Sampaio Corrêa    | 2–0   | Ituano             | 61 – 55 | 69 – 52 | –       |
| Santo André       | 2–1   | SESI Araraquara    | 57 – 72 | 55 – 43 | 53 – 52 |

#### Semi-final
| Time 1            | Série | Time 2             | 1º Jogo | 2º Jogo | 3º Jogo |
| ----------------- | ----- | ------------------ | ------- | ------- | ------- |
| Basquete Campinas | 2–1   | UNINASSAU Basquete | 51 – 65 | 68 – 59 | 73 – 67 |
| Sampaio Corrêa    | 2–0   | Santo André        | 61 – 59 | 75 – 42 | –       |

### Final
Primeiro Jogo
| 16 de agosto 15:00 | Relatório | Basquete Campinas                                      | 59–63 | Sampaio Corrêa                                          |  | Ginásio AAPP Paineiras,Campinas |  |
| 16 de agosto 15:00 | Relatório | Placar por quarto: 13-15, 13-15, 11-11, 18-15          |       |                                                         |  | Ginásio AAPP Paineiras,Campinas |  |
| 16 de agosto 15:00 | Relatório | Pts: Ariadna (19) Rbts: Babi(9) Asts: Meli Gretter (4) |       | Pts: Tati e Jackson (16) Rbts: Jackson(8) Asts: Tati(5) |  | Ginásio AAPP Paineiras,Campinas |  |

Segundo Jogo
| 18 de agosto 19:00 | Relatório | Basquete Campinas                                             | 72–81 | Sampaio Corrêa                                                  |  | Ginásio AAPP Paineiras,Campinas |  |
| 18 de agosto 19:00 | Relatório | Placar por quarto: 20-17, 12-10, 15-17, 12-14                 |       |                                                                 |  | Ginásio AAPP Paineiras,Campinas |  |
| 18 de agosto 19:00 | Relatório | Pts: Aline Moura (17) Rbts: Babi (11) Asts: Fabi e Ariadna(4) |       | Pts: Jackson(14) Rbts: ziomara(7) Asts: Jackson Karina e Êga(2) |  | Ginásio AAPP Paineiras,Campinas |  |

Terceiro Jogo
| 22 de agosto 19:15 | Relatório | Sampaio Corrêa | 76–70 | Basquete Campinas |  |  |  |

## Premiação
| Liga de Basquete Feminino de 2019             |
| Maranhão                                      |
| --------------------------------------------- |
| Sampaio Corrêa Campeão (2° título Brasileiro) |